# Zakłady poprawcze w Polsce

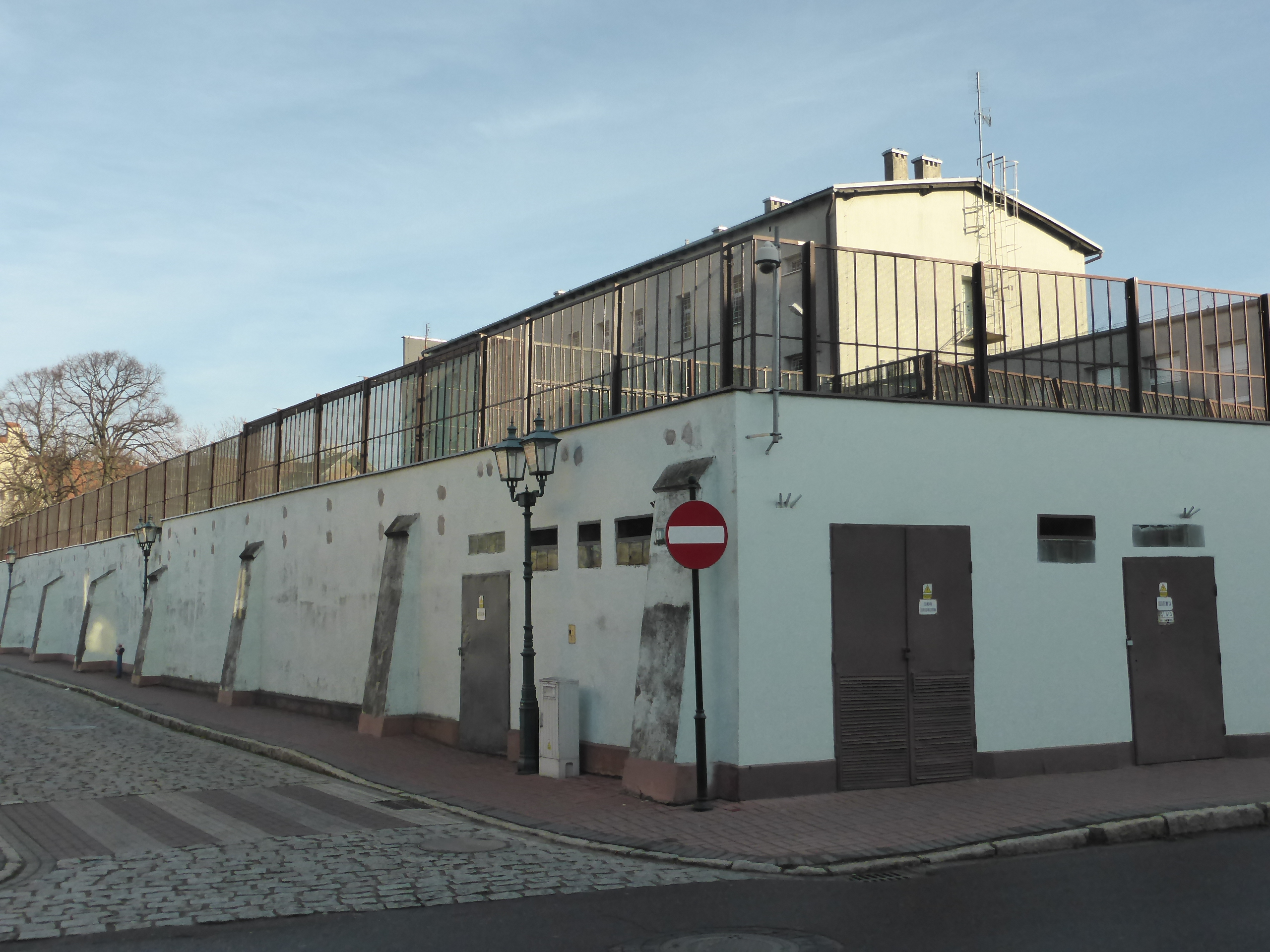
Zakład Poprawczy w Grodzisku Wielkopolskim

Zakłady poprawcze w Polsce – łącznie posiadają limit 1258 wychowanków, w tym tylko 100 dziewcząt. Wyróżnia się zakłady poprawcze:
- Resocjalizacyjne:
  - otwarte – 236 miejsc dla chłopców (tzw. młodzieżowe ośrodki adaptacji społecznej),
  - półotwarte – 655 miejsc, w tym 100 dla dziewcząt,
  - zamknięte – 32 miejsca dla chłopców,
  - o wzmożonym nadzorze wychowawczym – 48 miejsc dla chłopców wysoce zdemoralizowanych.
- Resocjalizacyjno-rewalidacyjne – 215 miejsc dla chłopców upośledzonych umysłowo.
- Resocjalizacyjno-terapeutyczne:
  - dla chłopców uzależnionych od środków odurzających i psychotropowych oraz nosicieli wirusa HIV – 48 miejsc,
  - dla chłopców z zaburzeniami rozwoju osobowości na tle organicznego uszkodzenia centralnego układu nerwowego i z upośledzeniem umysłowym w stopniu lekkim – 24 miejsca.

W Polsce brak jest zakładów poprawczych rewalidacyjnych i terapeutycznych dla dziewcząt.
| Nazwa zakładu poprawczego                                  | Limit miejsc                     | Dla płci                         |                                  |
| Zakłady resocjalizacyjne otwarte                           | Zakłady resocjalizacyjne otwarte | Zakłady resocjalizacyjne otwarte | Zakłady resocjalizacyjne otwarte |
| ---------------------------------------------------------- | -------------------------------- | -------------------------------- | -------------------------------- |
| Zakład Poprawczy w Koszalinie                              | 98                               | chłopców                         |                                  |
| Zakład Poprawczy w Studzieńcu                              | 78                               | chłopców                         |                                  |
| Zakład Poprawczy w Szubinie                                | 60                               | chłopców                         |                                  |
| Zakłady resocjalizacyjne półotwarte                        |                                  |                                  |                                  |
| Zakład Poprawczy w Barczewie                               | 33                               | chłopców                         |                                  |
| Zakład Poprawczy w Gdańsku-Oliwie                          | 30                               | chłopców                         |                                  |
| Zakład Poprawczy w Głogowie                                | 48                               | chłopców                         |                                  |
| Zakład Poprawczy w Jerzmanicach Zdroju                     | 72                               | chłopców                         |                                  |
| Zakład Poprawczy w Kcyni                                   | 60                               | chłopców                         |                                  |
| Zakład Poprawczy w Konstantynowie Łódzkim                  | 48                               | chłopców                         |                                  |
| Zakład Poprawczy w Koronowie                               | 20                               | dziewcząt                        |                                  |
| Zakład Poprawczy w Laskowcu                                | 36                               | chłopców                         |                                  |
| Zakład Poprawczy w Ostrowcu Świętokrzyskim                 | 50                               | chłopców                         |                                  |
| Zakład Poprawczy w Poznaniu                                | 72                               | chłopców                         |                                  |
| Zakład Poprawczy w Pszczynie Łące                          | 44                               | chłopców                         |                                  |
| Zakład Poprawczy w Raciborzu                               | 44                               | chłopców                         |                                  |
| Zakład Poprawczy w Świdnicy                                | 48                               | chłopców                         |                                  |
| Zakład Poprawczy w Warszawie Falenicy                      | 30                               | dziewcząt                        |                                  |
| Zakład Poprawczy w Zawierciu                               | 50                               | dziewcząt                        |                                  |
| Zakład resocjalizacyjny zamknięty                          |                                  |                                  |                                  |
| Zakład Poprawczy w Nowem                                   | 32                               | chłopców                         |                                  |
| Zakłady resocjalizacyjne o wzmożonym nadzorze wychowawczym |                                  |                                  |                                  |
| Zakład Poprawczy w Grodzisku Wielkopolskim                 | 24                               | chłopców                         |                                  |
| Zakład Poprawczy w Trzemesznie                             | 24                               | chłopców                         |                                  |
| Zakłady resocjalizacyjno-rewalidacyjne                     |                                  |                                  |                                  |
| Zakład Poprawczy w Mrozach                                 | 50                               | dziewcząt                        |                                  |
| Zakład Poprawczy w Sadowicach                              | 75                               | chłopców                         |                                  |
| Zakład Poprawczy w Tarnowie                                | 36                               | chłopców                         |                                  |
| Zakład Poprawczy w Witkowie                                | 54                               | chłopców                         |                                  |
| Zakłady resocjalizacyjno-terapeutyczne                     |                                  |                                  |                                  |
| Zakład Poprawczy w Białymstoku                             | 48                               | chłopców                         |                                  |
| Zakład Poprawczy w Świeciu                                 | 24                               | chłopców                         |                                  |